# Зюзько Юрій Володимирович
Ю́рій Володи́мирович Зюзько́ (нар. 17 грудня 1966) — генерал-майор Державної прикордонної служби України.

## Нагороди
- Орден Богдана Хмельницького III ст. (24 січня 2023) — за особисту мужність і самовідданість, виявлені у захисті державного суверенітету та територіальної цілісності України, вірність військовій присязі, сумлінне та бездоганне служіння Українському народові[1]
- Орден «За мужність» II ст. (22 січня 2015) — за особисту мужність і героїзм, виявлені у захисті державного суверенітету та територіальної цілісності України, високий професіоналізм, вірність військовій присязі[2]
- Орден «За мужність» III ст. (28 травня 2012) — за вагомий особистий внесок у справу охорони державного кордону, зразкове виконання військового обов'язку, високий професіоналізм та з нагоди Дня прикордонника[3]
- Орден Данила Галицького (27 травня 2016) — за особисту мужність, виявлену у захисті державного суверенітету та територіальної цілісності України, високий професіоналізм, зразкове виконання військового обов'язку та з нагоди Дня прикордонника[4]